# Bisdom Óbidos
Het bisdom Óbidos (Latijn: Dioecesis Obidensis) is een rooms-katholiek bisdom met als zetel Óbidos, in Brazilië. Het bisdom is suffragaan aan het aartsbisdom Santarém.

## Geschiedenis
Het bisdom werd opgericht op 10 april 1957, als de territoriale prelatuur Óbidos, uit delen van de territoriale prelatuur Santarém, en was suffragaan aan het aartsbisdom Belém do Pará. Op 9 november 2011 werd het verheven tot bisdom. Op 6 november 2019 wisselde het van kerkprovincie en werd suffragaan aan het nieuw verheven aartsbisdom Santarém. 

## Parochies
Het bisdom had in 2021 een oppervlakte van 182.147 km2 en telde 301.921 inwoners waarvan 73,5% rooms-katholiek was.

## Bisschoppen
- João Floriano Loewenau (12 september 1957 - 1972)
- Constantino José Lüers (13 april 1973 - 24 maart 1976)
- Martinho Lammers (19 juli 1976 - 28 januari 2009)
- Bernardo Johannes Bahlmann (28 januari 2009 - heden)

Santarém (aartsbisdom) · Alto Xingu-Tucumã (territoriale prelatuur) · Itaituba (territoriale prelatuur) · Óbidos · Xingu-Altamira